# 曼努埃拉·卡斯塔涅拉

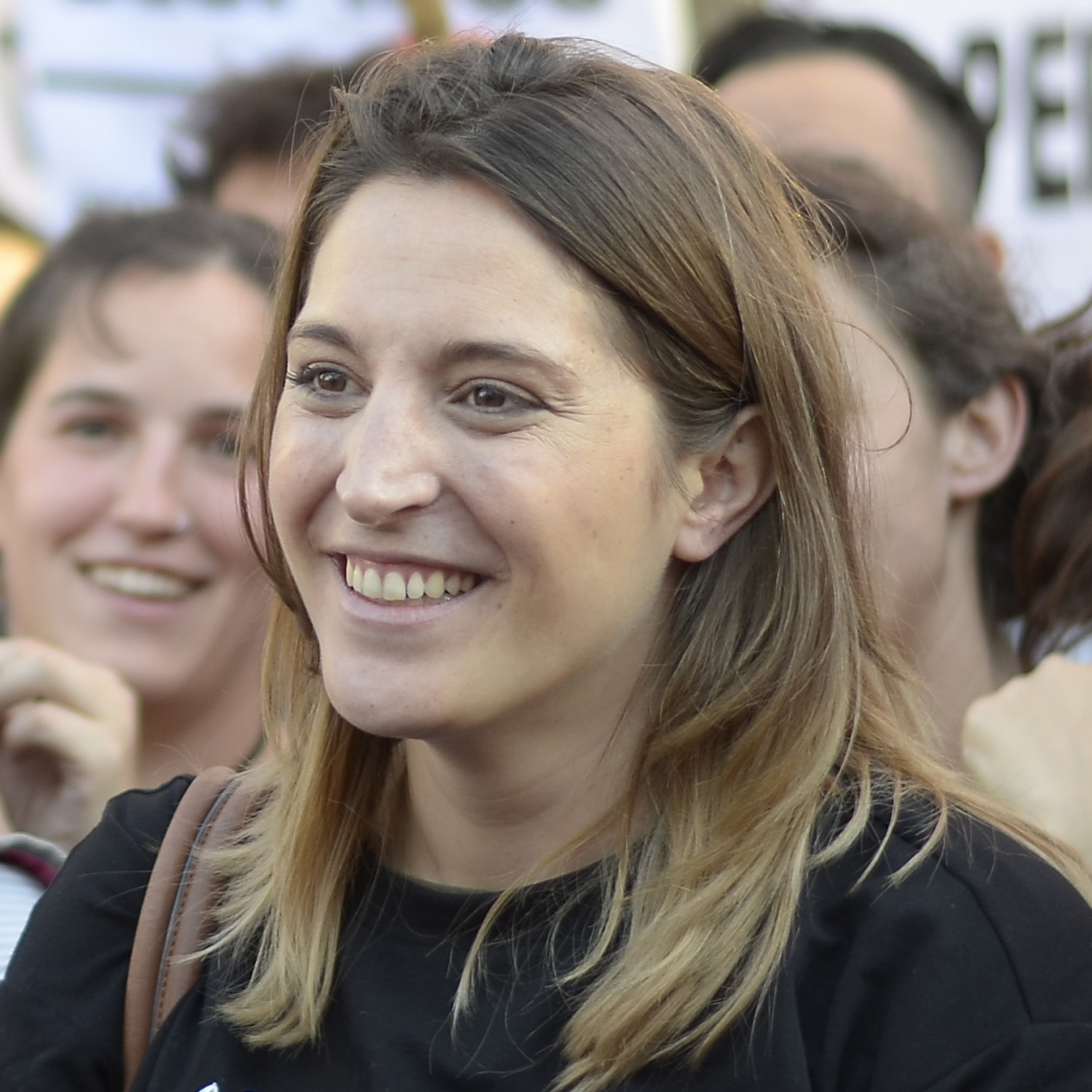
2017年的曼努埃拉·卡斯塔涅拉

曼努埃拉·希梅娜·卡斯塔涅拉（西班牙語：Manuela Jimena Castañeira；1984年11月22日—）是阿根廷的一个社会学家、女性主义活动家和政治家。出生于恩特雷里奥斯省巴拉那。她曾在布宜诺斯艾利斯大学社会科学学院学习社会学。目前在国立圣马丁将军大学担任非教学职位。她是托洛茨基主义政党新争取社会主义运动的领袖，并在2015年、2019年和2023年的大选中作为该党的总统候选人参选。她在所有这些选举的初选中都未能获取足够正式参与大选的票数。